# Great mahele

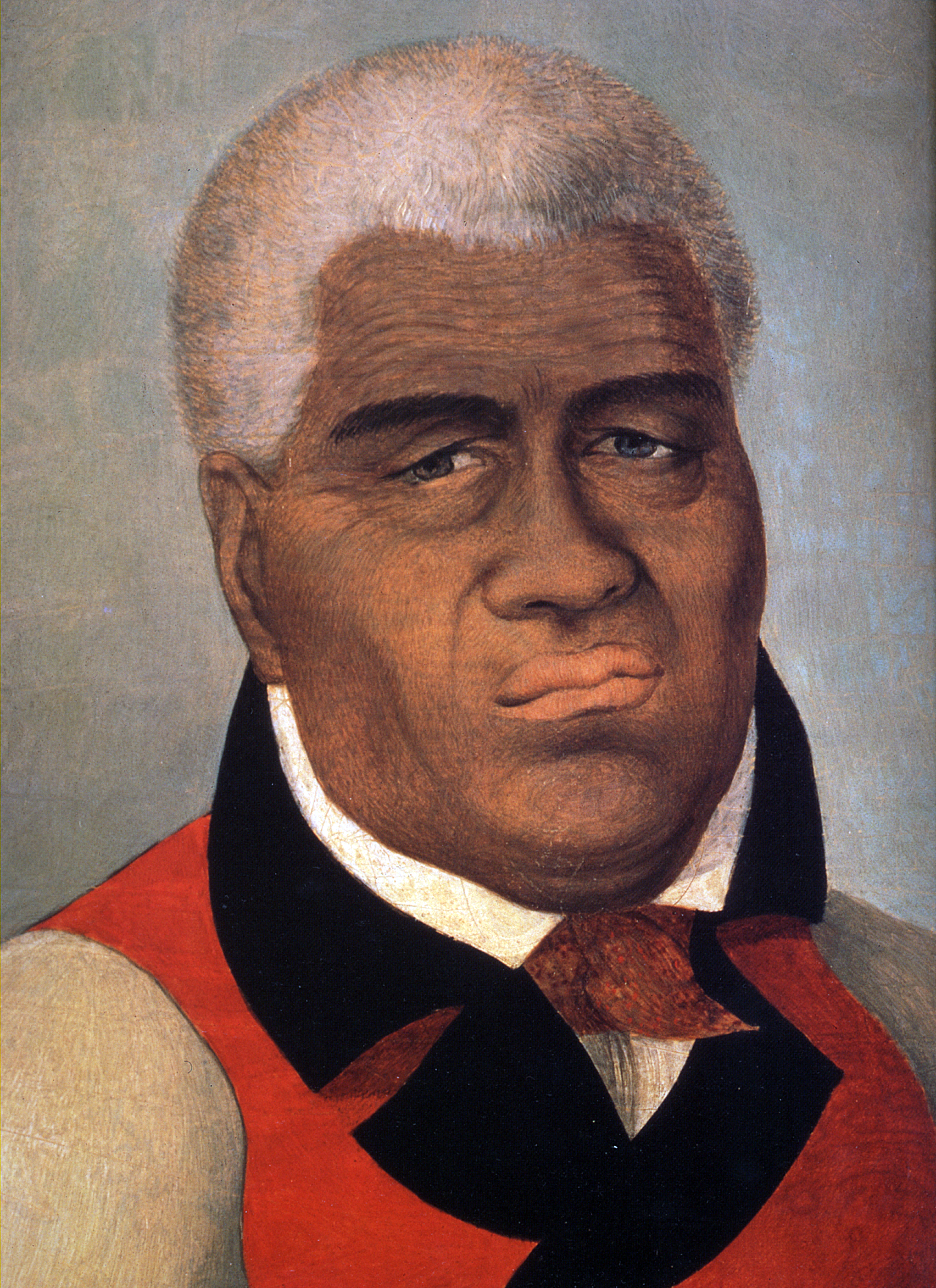
Kamehameha I el Grande.

La great mahele era la ley de redistribución de tierras de las Islas Hawái propuesta por el rey Kamehameha III en la década de 1830 y promulgada en 1848. Formaba parte de una serie de cambios radicales para modernizar la sociedad tras el fallecimiento de Kamehameha El Grande y que incluía la redacción de un borrador de una constitución y una carta de derechos. Aunque no distribuía directamente la tierra, exigía el establecimiento de un comité de arbitraje que limara los conflictos. 
La mahele derogaba la práctica de la ahupua‘a, una división informal de las islas en sectores, controlados por jefes y que se extendía desde las montañas hasta el océano. Los límites de los sectores normalmente no estaban demarcados sino que los establecían las características geográficas como las crestas de las colinas. Cada sector era autosuficiente en cuanto a la agricultura, debido a la variedad de ecosistemas que comprendía.
Unos 3 millones de acres (12 000 km²) de tierras pasaron a la corona y otro millón de acres (4.000 km²) a los jefes y al gobierno.
Una de las disposiciones más destacadas de la gran mahele era la ley kuleana (1850), en virtud de la cual unos 30 000 acres (120 km²) de tierras serían distribuidos aparte por el comité a 10 000 plebeyos. En última instancia, la mayor parte de estos terrenos acabaron en manos extranjeras.